# N-acetiltransferasa
N-acetilltransferasa, en anglès:N-acetyltransferase, és un enzim que catalitza la transferència de grups acetil des del acetyl-CoA a arilamines. Tenen una alta especificitat per les amines aromàtiques, particularment la serotonina i també poden catalitzar transferència d'acetil entre arilamines sense CoA. EC 2.3.1.5.

## Exemples
Aquesta és una llista de gens humans que codifiquen enzims N-acetiltransferases:
| Símbol  | Nom                                                                        |
| ------- | -------------------------------------------------------------------------- |
| AANAT   | arilalquilamina N-acetiltransferasa                                        |
| ARD1A   | ARD1 homòleg A, N-acetiltransferasa (S. cerevisiae)                        |
| GNPNAT1 | glucosamina-fosfat N-acetiltransferasa 1                                   |
| HGSNAT  | heparan-alfa-glucosaminida N-acetiltransferasa                             |
| MAK10   | MAK10 homòleg, amino-àcid subunitat de N-acetiltransferasa (S. cerevisiae) |
| NAT1    | N-acetiltransferasa 1 (arilamina N-acetiltransferasa)                      |
| NAT2    | N-acetiltransferasa 2 (arilamina N-acetiltransferasa)                      |
| NAT5    | N-acetiltransferasa 5 (GCN5-related, putative)                             |
| NAT6    | N-acetiltransferasa 6 (GCN5-related)                                       |
| NAT8    | N-acetiltransferasa 8 (GCN5-related, putative)                             |
| NAT8L   | N-acetiltransferasa 8-like (GCN5-related, putative)                        |
| NAT9    | N-acetiltransferasa 9 (GCN5-related, putative)                             |
| NAT10   | N-acetiltransferasa 10 (GCN5-related)                                      |
| NAT11   | N-acetiltransferasa 11 (GCN5-related, putative)                            |
| NAT12   | N-acetiltransferasa 12 (GCN5-related, putative)                            |
| NAT13   | N-acetiltransferasa 13 (GCN5-related)                                      |
| NAT14   | N-acetiltransferasa 14 (GCN5-related, putative)                            |
| NAT15   | N-acetiltransferasa 15 (GCN5-related, putative)                            |